# Ausztria a 2000. évi nyári olimpiai játékokon
Ausztria az ausztráliai Sydneyben megrendezett 2000. évi nyári olimpiai játékok egyik részt vevő nemzete volt. Az országot az olimpián 17 sportágban 92 sportoló képviselte, akik összesen 3 érmet szereztek.

## Érmesek
| Érem  | Versenyző                          | Sportág    | Versenyszám           |
| ----- | ---------------------------------- | ---------- | --------------------- |
| Arany | Christoph Sieber                   | Vitorlázás | Férfi szörfvitorlázás |
| Arany | Roman Hagara Hans-Peter Steinacher | Vitorlázás | Tornádó               |
| Ezüst | Stephanie Graf                     | Atlétika   | Női 800 m             |

## Asztalitenisz
Férfi
| Versenyző                    | Versenyszám | Selejtező         | Csoportkör                                                                                     | Csoportkör | 32-es főtábla                                          | Nyolcaddöntő                                                        | Negyeddöntő                                                                                    | Elődöntő          | Döntő             | Helyezés |
| Versenyző                    | Versenyszám | Ellenfél Eredmény | Ellenfél Eredmény                                                                              | Hely.      | Ellenfél Eredmény                                      | Ellenfél Eredmény                                                   | Ellenfél Eredmény                                                                              | Ellenfél Eredmény | Ellenfél Eredmény | Helyezés |
| ---------------------------- | ----------- | ----------------- | ---------------------------------------------------------------------------------------------- | ---------- | ------------------------------------------------------ | ------------------------------------------------------------------- | ---------------------------------------------------------------------------------------------- | ----------------- | ----------------- | -------- |
| Werner Schlager              | Egyes       |                   | erőnyerő                                                                                       | erőnyerő   | Danny Heister (NED) · 13–21, 8–21, 21–19, 21–19, 21–12 | Timo Boll (GER) · 24–22, 19–21, 17–21, 21–13, 21–16                 | Kong Linghui (CHN) · 14–21, 21–13, 22–20, 10–21, 14–21                                         | kiesett           | kiesett           | 5.       |
| Yi Ding                      | Egyes       |                   | N csoport · Chang Yen-Shu (TPE) · 19–21, 13–21, 18–21 · Gdara Hamam (TUN) · 21–9, 21–17, 21–10 | 2.         | kiesett                                                | kiesett                                                             | kiesett                                                                                        | kiesett           | kiesett           | 33.      |
| Karl Jindrak Werner Schlager | Páros       | erőnyerő          | erőnyerő                                                                                       | erőnyerő   |                                                        | Hollandia (NED) · Danny Heister · Trinko Keen · 22–20, 21–14, 21–17 | Franciaország (FRA) · Jean-Philippe Gatien · Patrick Chila · 21–15, 21–19, 19–21, 17–21, 20–22 | kiesett           | kiesett           | 5.       |

Női
| Versenyző              | Versenyszám | Selejtező         | Csoportkör | Csoportkör | 32-es főtábla                                 | Nyolcaddöntő      | Negyeddöntő       | Elődöntő          | Döntő             | Helyezés |
| Versenyző              | Versenyszám | Ellenfél Eredmény | Ellenfél Eredmény | Hely.      | Ellenfél Eredmény                             | Ellenfél Eredmény | Ellenfél Eredmény | Ellenfél Eredmény | Ellenfél Eredmény | Helyezés |
| ---------------------- | ----------- | ----------------- | --- | ---------- | --------------------------------------------- | ----------------- | ----------------- | ----------------- | ----------------- | -------- |
| Jia Liu                | Egyes       |                   | H csoport · Marisel Ramírez (CUB) · 21–6, 21–16, 21–12 · Eldijana Aganović (CRO) · 21–17, 19–21, 21–12, 21–7                                              | 1.         | Li Jia Wei (SIN) · 13–21, 17–21, 21–18, 17–21 | kiesett           | kiesett           | kiesett           | kiesett           | 17.      |
| Jia Liu Judith Herczig | Páros       | erőnyerő          | A csoport · Ausztrália (AUS) · Miao Miao · Shirley Zhou · 21–16, 13–21, 17–21 · Kanada (CAN) · Lijuan Geng · Marie-Christine Roussy · 12–21, 21–10, 21–18 | 2.         |                                               | kiesett           | kiesett           | kiesett           | kiesett           | 17.      |

## Atlétika
Férfi
| Versenyző           | Versenyszám    | Előfutam | Előfutam | Előfutam | Negyeddöntő | Negyeddöntő | Negyeddöntő | Elődöntő | Elődöntő | Elődöntő | Döntő   | Döntő    |
| Versenyző           | Versenyszám    | Idő      | Hely.    | Össz.    | Idő         | Hely.       | Össz.       | Idő      | Hely.    | Össz.    | Idő     | Helyezés |
| ------------------- | -------------- | -------- | -------- | -------- | ----------- | ----------- | ----------- | -------- | -------- | -------- | ------- | -------- |
| Martin Lachkovics   | 100 m          | 10,41    | 4.       | 33.**    | 10,44       | 8.          | 32.*        | kiesett  | kiesett  | kiesett  | kiesett | kiesett  |
| Martin Lachkovics   | 200 m          | 21,00    | 4.       | 39.**    | kiesett     | kiesett     | kiesett     | kiesett  | kiesett  | kiesett  | kiesett | kiesett  |
| Michael Buchleitner | Maraton        |          |          |          |             |             |             |          |          |          | 2:19:26 | 33.      |
| Elmar Lichtenegger  | 110 m gát      | 13,65    | 4.       | 16.*     | 13,73       | 4.          | 18.**       | 13,59    | 8.       | 13.*     | kiesett | kiesett  |
| Günther Weidlinger  | 3000 m akadály | 8:24,07  | 3.       | 10.      |             |             |             |          |          |          | 8:26,70 | 8.       |

| Versenyző     | Versenyszám   | Selejtező | Selejtező | Döntő    | Döntő    |
| Versenyző     | Versenyszám   | Eredmény  | Helyezés  | Eredmény | Helyezés |
| ------------- | ------------- | --------- | --------- | -------- | -------- |
| Gregor Högler | Gerelyhajítás | 80,89 m   | 17.       | kiesett  | kiesett  |

| Versenyző      | Versenyszám | 100 m | 100 m | Távolugrás | Távolugrás | Súlylökés | Súlylökés | Magasugrás | Magasugrás | 400 m | 400 m | 110 m gát | 110 m gát | Diszkoszvetés | Diszkoszvetés | Rúdugrás | Rúdugrás | Gerelyhajítás | Gerelyhajítás | 1500 m  | 1500 m | Végeredmény | Végeredmény |
| Versenyző      | Versenyszám | Idő   | Pont  | Eredmény   | Pont       | Eredmény  | Pont      | Eredmény   | Pont       | Idő   | Pont  | Idő       | Pont      | Eredmény      | Pont          | Eredmény | Pont     | Eredmény      | Pont          | Idő     | Pont   | Pont        | Helyezés    |
| -------------- | ----------- | ----- | ----- | ---------- | ---------- | --------- | --------- | ---------- | ---------- | ----- | ----- | --------- | --------- | ------------- | ------------- | -------- | -------- | ------------- | ------------- | ------- | ------ | ----------- | ----------- |
| Klaus Ambrosch | Tízpróba    | 11,01 | 858   | 717 cm     | 854        | 15,30 m   | 808       | 191 cm     | 723        | 50,23 | 804   | 14,92     | 859       | 41,22 m       | 689           | 460 cm   | 790      | 67,94 m       | 858           | 4:40,94 | 674    | 7917        | 18.         |

Női
| Versenyző         | Versenyszám | Előfutam | Előfutam | Előfutam | Negyeddöntő | Negyeddöntő | Negyeddöntő | Elődöntő | Elődöntő | Elődöntő | Döntő   | Döntő    |
| Versenyző         | Versenyszám | Idő      | Hely.    | Össz.    | Idő         | Hely.       | Össz.       | Idő      | Hely.    | Össz.    | Idő     | Helyezés |
| ----------------- | ----------- | -------- | -------- | -------- | ----------- | ----------- | ----------- | -------- | -------- | -------- | ------- | -------- |
| Karin Mayr-Krifka | 100 m       | 11,50    | 4.       | 29.*     | kiesett     | kiesett     | kiesett     | kiesett  | kiesett  | kiesett  | kiesett | kiesett  |
| Karin Mayr-Krifka | 200 m       | 23,90    | 6.       | 42.*     | kiesett     | kiesett     | kiesett     | kiesett  | kiesett  | kiesett  | kiesett | kiesett  |
| Stephanie Graf    | 800 m       | 1:58,39  | 1.       | 1.       |             |             |             | 1:57,56  | 1.       | 1.       | 1:56,64 |          |
| Susanne Pumper    | 5000 m      | 15:16,66 | 5.       | 16.      |             |             |             |          |          |          | kiesett | kiesett  |

| Versenyző             | Versenyszám | Selejtező | Selejtező | Döntő    | Döntő    |
| Versenyző             | Versenyszám | Eredmény  | Helyezés  | Eredmény | Helyezés |
| --------------------- | ----------- | --------- | --------- | -------- | -------- |
| Linda Horvath         | Magasugrás  | 189 cm    | 25.       | kiesett  | kiesett  |
| Doris Auer            | Rúdugrás    | 430 cm    | 13.       | 425 cm   | 9.       |
| Walentina Fedjuschina | Súlylökés   | 17,84 m   | 12.       | 17,14 m  | 12.      |

* - egy másik versenyzővel azonos eredményt ért el

** - két másik versenyzővel azonos eredményt ért el

## Cselgáncs
Férfi
| Versenyző         | Versenyszám  | Selejtező         | 32-es főtábla                            | Nyolcaddöntő               | Negyeddöntő       | Elődöntő          | Vigaszág első kör | Vigaszág negyeddöntő | Vigaszág elődöntő | Bronz- mérkőzés   | Döntő             | Helyezés    |
| Versenyző         | Versenyszám  | Ellenfél Eredmény | Ellenfél Eredmény                        | Ellenfél Eredmény          | Ellenfél Eredmény | Ellenfél Eredmény | Ellenfél Eredmény | Ellenfél Eredmény    | Ellenfél Eredmény | Ellenfél Eredmény | Ellenfél Eredmény | Helyezés    |
| ----------------- | ------------ | ----------------- | ---------------------------------------- | -------------------------- | ----------------- | ----------------- | ----------------- | -------------------- | ----------------- | ----------------- | ----------------- | ----------- |
| Christoph Stangl  | Könnyűsúly   | erőnyerő          | Jarosław Lewak (POL) · 0000-1000         | kiesett                    | kiesett           | kiesett           |                   |                      |                   |                   |                   | helyezetlen |
| Patrick Reiter    | Váltósúly    | erőnyerő          | Florian Wanner (GER) · 0001-0001         | kiesett                    | kiesett           | kiesett           |                   |                      |                   |                   |                   | helyezetlen |
| Franz Birkfellner | Félnehézsúly | erőnyerő          | José Augusto Geraldino (DOM) · 0201-0000 | Ato Hand (USA) · 0000-1000 | kiesett           | kiesett           |                   |                      |                   |                   |                   | helyezetlen |

## Evezés
Férfi
| Versenyző                                                          | Versenyszám                          | Előfutam | Előfutam | Vigaszág | Vigaszág | Elődöntő | Elődöntő | Elődöntő | Döntő | Döntő   | Döntő | Helyezés |
| Versenyző                                                          | Versenyszám                          | Idő      | Hely.    | Idő      | Hely.    | Típus    | Idő      | Hely.    | Típus | Idő     | Hely. | Helyezés |
| ------------------------------------------------------------------ | ------------------------------------ | -------- | -------- | -------- | -------- | -------- | -------- | -------- | ----- | ------- | ----- | -------- |
| Raphael Hartl Horst Nußbaumer Arnold Jonke Norbert Lambing         | Négypárevezős                        | 5:59,41  | 4.       | 6:05,65  | 2.       | A/B      | 6:00,27  | 5.       | B     | 5:57,58 | 5.    | 11.      |
| Helfried Jurtschitsch Bernd Wakolbinger Martin Kobau Wolfgang Sigl | Könnyűsúlyú kormányos nélküli négyes | 6:16,94  | 3.       |          |          | A/B      | 6:10,11  | 4.       | B     | 6:07,84 | 3.    | 9.       |

## Kajak-kenu

### Síkvízi
Női
| Versenyző       | Versenyszám       | Előfutam | Előfutam | Előfutam | Elődöntő | Elődöntő | Elődöntő | Döntő    | Döntő    |
| Versenyző       | Versenyszám       | Idő      | Hely.    | Össz.    | Idő      | Hely.    | Össz.    | Idő      | Helyezés |
| --------------- | ----------------- | -------- | -------- | -------- | -------- | -------- | -------- | -------- | -------- |
| Uschi Profanter | Kajak egyes 500 m | 1:56,118 | 7.       | 13.      | 1:55,626 | 3.       | 3.       | 2:20,598 | 8.       |

### Szlalom
| Versenyző                | Versenyszám       | Selejtező | Selejtező | Selejtező | Selejtező | Selejtező  | Selejtező  | Döntő    | Döntő    | Döntő    | Döntő    | Döntő      | Döntő      |
| Versenyző                | Versenyszám       | 1. futam  | 1. futam  | 2. futam  | 2. futam  | Összesítés | Összesítés | 1. futam | 1. futam | 2. futam | 2. futam | Összesítés | Összesítés |
| Versenyző                | Versenyszám       | Pont      | Hely.     | Pont      | Hely.     | Pont       | Hely.      | Pont     | Hely.    | Pont     | Hely.    | Pont       | Helyezés   |
| ------------------------ | ----------------- | --------- | --------- | --------- | --------- | ---------- | ---------- | -------- | -------- | -------- | -------- | ---------- | ---------- |
| Helmut Oblinger          | Férfi kajak egyes | 125,94    | 1.        | 128,00    | 8.        | 253,94     | 4.         | 112,58   | 4.       | 113,87   | 10.      | 226,45     | 4.         |
| Manuel Köhler            | Férfi kajak egyes | 128,34    | 6.        | 127,45    | 7.        | 255,79     | 7.         | 115,06   | 10.      | 111,74   | 4.       | 226,80     | 6.         |
| Violetta Oblinger-Peters | Női kajak egyes   | 149,71    | 7.        | 158,77    | 16.       | 308,48     | 10.        | 145,64   | 15.      | 136,65   | 13.      | 282,29     | 15.        |

## Kerékpározás

### Országúti kerékpározás
Férfi
| Versenyző         | Versenyszám   | Idő                     | Helyezés      |
| ----------------- | ------------- | ----------------------- | ------------- |
| Peter Wrolich     | Mezőnyverseny | 5:30:46 (+1:38)         | 23.           |
| Gerrit Glomser    | Mezőnyverseny | 5:30:46 (+1:38)         | 41.           |
| Matthias Buxhofer | Mezőnyverseny | 5:30:46 (+1:38)         | 51.           |
| Thomas Mühlbacher | Mezőnyverseny | nem ért célba           | nem ért célba |
| René Haselbacher  | Mezőnyverseny | nem ért célba           | nem ért célba |
| René Haselbacher  | Időfutam      | 1:02:38,328 (+4:57,908) | 34.           |

### Pálya-kerékpározás
Pontversenyek
| Név                              | Versenyszám       | Pont | Körhátrány | Helyezés |
| -------------------------------- | ----------------- | ---- | ---------- | -------- |
| Franz Stocher                    | Férfi pontverseny | 8    | -1         | 6.       |
| Michaela Brunngraber             | Női pontverseny   | 0    | 0          | 15.      |
| Werner Riebenbauer Roland Garber | Férfi madison     | 10   | 0          | 5.       |

## Kézilabda

### Női
| Osztrák női kézilabdacsapat-játékoskeret | Osztrák női kézilabdacsapat-játékoskeret                                                                                     |
| --- | --- |
| - Ausra Fridrikas - Barbara Strass - Doris Meltzer - Iris Morhammer - Laura Fritz - Natalia Rusnatchenko - Sorina Teodorovic - Stanka Bozovic | - Steffi Ofenböck - Svetlana Mugoša-Antić - Tanja Logvin - Tatjana Dschandschgawa - Birgit Engl - Ariane Maier - Rima Sypkus |

#### Eredmények
Csoportkör
B csoport
| Csapat           | M | Gy | D | V | G+  | G–  | Gk  | P |
| ---------------- | - | -- | - | - | --- | --- | --- | - |
| Norvégia (NOR)   | 4 | 4  | 0 | 0 | 101 | 72  | +29 | 8 |
| Dánia (DEN)      | 4 | 3  | 0 | 1 | 124 | 83  | +41 | 6 |
| Ausztria (AUT)   | 4 | 2  | 0 | 2 | 131 | 90  | +41 | 4 |
| Brazília (BRA)   | 4 | 1  | 0 | 3 | 100 | 133 | –33 | 2 |
| Ausztrália (AUS) | 4 | 0  | 0 | 4 | 59  | 137 | –78 | 0 |

| 2000. szeptember 19. 21:30 | Ausztria (AUT) | 26–30   | Dánia (DEN)          | Játékvezetők: Vaclav Kohout, Ivan Dolejs (CZE) |
| 2000. szeptember 19. 21:30 | Fridrikas 11   | (13–16) | Andersen, Kiærskou 7 | Játékvezetők: Vaclav Kohout, Ivan Dolejs (CZE) |
| 2000. szeptember 19. 21:30 | 1× 3×          |         | 3× 2×                | Játékvezetők: Vaclav Kohout, Ivan Dolejs (CZE) |

| 2000. szeptember 21. 14:30 | Brazília (BRA) | 26–45   | Ausztria (AUT) | Játékvezetők: Yasser Salim Aly Aly, Hassan Hassan Aly Hassan (EGY) |
| 2000. szeptember 21. 14:30 | L. Silva 8     | (14–21) | Fridrikas 11   | Játékvezetők: Yasser Salim Aly Aly, Hassan Hassan Aly Hassan (EGY) |
| 2000. szeptember 21. 14:30 | 7× 3×          |         | 2× 3×          | Játékvezetők: Yasser Salim Aly Aly, Hassan Hassan Aly Hassan (EGY) |

| 2000. szeptember 23. 19:30 | Ausztria (AUT) | 39–10  | Ausztrália (AUS) | Játékvezetők: Klucsó Jenő, Lekrinszky Tivadar (HUN) |
| 2000. szeptember 23. 19:30 | Logvin 8       | (17–6) | három játékos 2  | Játékvezetők: Klucsó Jenő, Lekrinszky Tivadar (HUN) |
| 2000. szeptember 23. 19:30 | 4× 2× 1×       |        | 2× 3×            | Játékvezetők: Klucsó Jenő, Lekrinszky Tivadar (HUN) |

| 2000. szeptember 25. 19:30 | Norvégia (NOR) | 24–21  | Ausztria (AUT) | Játékvezetők: Ramon Gallego Santos, Victor Pedro Lamas Perez (ESP) |
| 2000. szeptember 25. 19:30 | Grini 8        | (12–7) | Fridrikas 8    | Játékvezetők: Ramon Gallego Santos, Victor Pedro Lamas Perez (ESP) |
| 2000. szeptember 25. 19:30 | 5× 4×          |        | 3× 4×          | Játékvezetők: Ramon Gallego Santos, Victor Pedro Lamas Perez (ESP) |

Negyeddöntő
| 2000. szeptember 28. 16:30 | Ausztria (AUT) | 27–28 (h. u.)  | Magyarország (HUN) | Játékvezetők: Vaclav Kohout, Ivan Dolejs (CZE) |
| 2000. szeptember 28. 16:30 | Logvin 9       | (12–14, 25–25) | Farkas Á. 8        | Játékvezetők: Vaclav Kohout, Ivan Dolejs (CZE) |
| 2000. szeptember 28. 16:30 | 8× 3× 1×       |                | 7× 4×              | Játékvezetők: Vaclav Kohout, Ivan Dolejs (CZE) |

Az 5–8. helyért
| 2000. szeptember 30. 11:30 | Ausztria (AUT) | 29–23   | Románia (ROU) | Játékvezetők: Peter Hansson, Peter Olsson (SWE) |
| 2000. szeptember 30. 11:30 | Fridrikas 8    | (12–12) | Drăgănescu 6  | Játékvezetők: Peter Hansson, Peter Olsson (SWE) |
| 2000. szeptember 30. 11:30 | 3× 3×          |         | 4× 1×         | Játékvezetők: Peter Hansson, Peter Olsson (SWE) |

Az 5. helyért
| 2000. október 1. 11:30 | Franciaország (FRA) | 32–33 (h. u.) | Ausztria (AUT) | Játékvezetők: Branka Maric, Zorica Gardinovacki (YUG) |
| 2000. október 1. 11:30 | Ludwig 9            | (8–13, 25–25) | Logvin 12      | Játékvezetők: Branka Maric, Zorica Gardinovacki (YUG) |
| 2000. október 1. 11:30 | 2× 3×               |               | 1× 3×          | Játékvezetők: Branka Maric, Zorica Gardinovacki (YUG) |

| Csapat         | Helyezés |
| -------------- | -------- |
| Ausztria (AUT) | 5.       |

## Lovaglás
Díjlovaglás
| Versenyző    | Ló           | Versenyszám | 1. kör | 1. kör | 2. kör  | 2. kör  | 3. kör  | 3. kör  | Végeredmény | Végeredmény |
| Versenyző    | Ló           | Versenyszám | Pont   | Hely.  | Pont    | Hely.   | Pont    | Hely.   | Pont        | Helyezés    |
| ------------ | ------------ | ----------- | ------ | ------ | ------- | ------- | ------- | ------- | ----------- | ----------- |
| Peter Gmoser | Candidat     | Egyéni      | 65,52  | 24.*   | 66,51   | 20.     | kiesett | kiesett | 132,03      | 21.         |
| Stefan Peter | Bon Voyage 2 | Egyéni      | 63,80  | 38.    | kiesett | kiesett | kiesett | kiesett | 63,80       | 38.         |

Díjugratás
| Versenyző          | Ló   | Versenyszám | Selejtező | Selejtező | Selejtező | Selejtező | Selejtező | Selejtező | Selejtező | Selejtező | Döntő  | Döntő  | Döntő  | Döntő  | Végeredmény | Végeredmény |
| Versenyző          | Ló   | Versenyszám | 1. kör    | 1. kör    | 2. kör    | 2. kör    | 2. kör    | 3. kör    | 3. kör    | 3. kör    | 1. kör | 1. kör | 2. kör | 2. kör | Végeredmény | Végeredmény |
| Versenyző          | Ló   | Versenyszám | Bünt.     | Hely.     | Bünt.     | Össz.     | Hely.     | Bünt.     | Össz.     | Hely.     | Bünt.  | Hely.  | Bünt.  | Hely.  | Bünt.       | Helyezés    |
| ------------------ | ---- | ----------- | --------- | --------- | --------- | --------- | --------- | --------- | --------- | --------- | ------ | ------ | ------ | ------ | ----------- | ----------- |
| Anton-Martin Bauer | Equo | Egyéni      | 24,50     | 65.       | 8,00      | 32,50     | 58.       | 8,00      | 40,50     | 50.       | 12,00  | 20.    | 16,00  | 26.    | 28,00       | 26.         |

* - egy másik versenyzővel azonos eredményt ért el

## Műugrás
Férfi
| Versenyző     | Versenyszám    | Selejtező | Selejtező | Elődöntő | Elődöntő | Döntő   | Döntő    |
| Versenyző     | Versenyszám    | Pont      | Helyezés  | Pont     | Helyezés | Pont    | Helyezés |
| ------------- | -------------- | --------- | --------- | -------- | -------- | ------- | -------- |
| Richard Frece | Egyéni műugrás | 328,68    | 31.       | kiesett  | kiesett  | kiesett | kiesett  |

Női
| Versenyző                            | Versenyszám          | Selejtező | Selejtező | Elődöntő | Elődöntő | Döntő   | Döntő    |
| Versenyző                            | Versenyszám          | Pont      | Helyezés  | Pont     | Helyezés | Pont    | Helyezés |
| ------------------------------------ | -------------------- | --------- | --------- | -------- | -------- | ------- | -------- |
| Anja Richter-Libiseller              | Egyéni toronyugrás   | 314,31    | 6.        | 483,09   | 7.       | 482,16  | 7.       |
| Marion Reiff                         | Egyéni toronyugrás   | 206,55    | 37.       | kiesett  | kiesett  | kiesett | kiesett  |
| Marion Reiff Anja Richter-Libiseller | Szinkron toronyugrás |           |           |          |          | 294,00  | 4.       |

## Röplabda

### Strandröplabda

#### Férfi
| Versenyző               | 1. forduló                                                | Reményág                                                       | Reményág                                                    | Nyolcaddöntő                                               | Negyeddöntő       | Elődöntő          | Döntő             | Helyezés |
| Versenyző               | 1. forduló                                                | 1. forduló                                                     | 2. forduló                                                  | Nyolcaddöntő                                               | Negyeddöntő       | Elődöntő          | Döntő             | Helyezés |
| Versenyző               | Ellenfél Eredmény                                         | Ellenfél Eredmény                                              | Ellenfél Eredmény                                           | Ellenfél Eredmény                                          | Ellenfél Eredmény | Ellenfél Eredmény | Ellenfél Eredmény | Helyezés |
| ----------------------- | --------------------------------------------------------- | -------------------------------------------------------------- | ----------------------------------------------------------- | ---------------------------------------------------------- | ----------------- | ----------------- | ----------------- | -------- |
| Oliver Stamm Nik Berger | Norvégia (NOR) · Vegard Hoidalen · Jorre Kjemperud · 6-15 | Olaszország (ITA) · Andrea Raffaelli · Maurizio Pimponi · 15-9 | Ausztrália (AUS) · Matthew Grinlaubs · Joshua Slack · 15-10 | Brazília (BRA) · Zé Marco de Melo · Ricardo Santos · 14-16 | kiesett           | kiesett           | kiesett           | 9.       |

## Sportlövészet
Férfi
| Versenyző           | Versenyszám           | Selejtező | Selejtező | Döntő   | Döntő    |
| Versenyző           | Versenyszám           | Pont      | Helyezés  | Pont    | Helyezés |
| ------------------- | --------------------- | --------- | --------- | ------- | -------- |
| Mario Knögler       | Sportpuska, fekvő     | 596       | 9.        | kiesett | kiesett  |
| Mario Knögler       | Sportpuska, összetett | 1164      | 9.**      | kiesett | kiesett  |
| Mario Knögler       | Légpuska              | 591       | 9.*       | kiesett | kiesett  |
| Wolfram Waibel, Jr. | Légpuska              | 588       | 18.****   | kiesett | kiesett  |
| Thomas Farnik       | Légpuska              | 588       | 18.****   | kiesett | kiesett  |
| Thomas Farnik       | Sportpuska, fekvő     | 585       | 44.*      | kiesett | kiesett  |
| Thomas Farnik       | Sportpuska, összetett | 1162      | 12.**     | kiesett | kiesett  |

Női
| Versenyző           | Versenyszám | Selejtező | Selejtező | Döntő   | Döntő    |
| Versenyző           | Versenyszám | Pont      | Helyezés  | Pont    | Helyezés |
| ------------------- | ----------- | --------- | --------- | ------- | -------- |
| Monika Haselsberger | Légpuska    | 393       | 9.***     | kiesett | kiesett  |

* - egy másik versenyzővel azonos eredményt ért el

** - két másik versenyzővel azonos eredményt ért el

*** - öt másik versenyzővel azonos eredményt ért el

**** - nyolc másik versenyzővel azonos eredményt ért el

## Taekwondo
Férfi
| Versenyző       | Versenyszám | Selejtező                  | Negyeddöntő       | Elődöntő          | Vigaszág negyeddöntő            | Vigaszág elődöntő        | Bronz- mérkőzés       | Döntő             | Helyezés |
| Versenyző       | Versenyszám | Ellenfél Eredmény          | Ellenfél Eredmény | Ellenfél Eredmény | Ellenfél Eredmény               | Ellenfél Eredmény        | Ellenfél Eredmény     | Ellenfél Eredmény | Helyezés |
| --------------- | ----------- | -------------------------- | ----------------- | ----------------- | ------------------------------- | ------------------------ | --------------------- | ----------------- | -------- |
| Tuncay Caliskan | Pehelysúly  | Szin Dzsunszik (KOR) · 3-7 |                   |                   | Aszlanbek Dzityijev (RUS) · 6-0 | Aziz Acharki (GER) · 7-7 | Hádi Szái (IRI) · 2-4 |                   | 4.       |

## Tenisz
Női
| Versenyző                        | Versenyszám | 64-es főtábla                                                                | 32-es főtábla                            | Nyolcaddöntő                               | Negyeddöntő                               | Elődöntő          | Bronz- mérkőzés   | Döntő             | Helyezés |
| Versenyző                        | Versenyszám | Ellenfél Eredmény                                                            | Ellenfél Eredmény                        | Ellenfél Eredmény                          | Ellenfél Eredmény                         | Ellenfél Eredmény | Ellenfél Eredmény | Ellenfél Eredmény | Helyezés |
| -------------------------------- | ----------- | ---------------------------------------------------------------------------- | ---------------------------------------- | ------------------------------------------ | ----------------------------------------- | ----------------- | ----------------- | ----------------- | -------- |
| Barbara Schett                   | Egyes       | Alicia Molik (AUS) · 7–6, 6–2                                                | María Emilia Salerni (ARG) · 7–6, 6–4    | Julie Halard-Decugis (FRA) · 2–6, 6–2, 6–1 | Jelena Gyementyjeva (RUS) · 6–2, 2–6, 1–6 | kiesett           | kiesett           | kiesett           | 5.       |
| Patricia Wartusch                | Egyes       | Volha Barabanscsikava (BLR) · 6–4, 6–2                                       | Arantxa Sánchez Vicario (ESP) · 2–6, 4–6 | kiesett                                    | kiesett                                   | kiesett           | kiesett           | kiesett           | 17.      |
| Sylvia Plischke                  | Egyes       | Rita Grande (ITA) · 2–6, 2–6                                                 | kiesett                                  | kiesett                                    | kiesett                                   | kiesett           | kiesett           | kiesett           | 33.      |
| Barbara Schett Patricia Wartusch | Páros       | Fehéroroszország (BLR) · Volha Barabanscsikava · Natallja Zverava · 2–6, 2–6 |                                          | kiesett                                    | kiesett                                   | kiesett           | kiesett           | kiesett           | 17.      |

## Triatlon
| Versenyző           | Versenyszám | 1,5 km úszás | Depózás 1 | 40 km kerékpározás | Depózás 2 | 10 km futás | Összesítés | Összesítés |
| Versenyző           | Versenyszám | Idő          | Idő       | Idő                | Idő       | Idő         | Idő        | Helyezés   |
| ------------------- | ----------- | ------------ | --------- | ------------------ | --------- | ----------- | ---------- | ---------- |
| Johannes Enzenhofer | Férfi       | 17:59,99     | 22,80     | 58:46,20           | 25,30     | 33:28,19    | 1:51:02,48 | 29.        |

## Úszás
Férfi
| Versenyző            | Versenyszám    | Előfutam | Előfutam | Előfutam | Elődöntő | Elődöntő | Elődöntő | Döntő   | Döntő    |
| Versenyző            | Versenyszám    | Idő      | Hely.    | Össz.    | Idő      | Hely.    | Össz.    | Idő     | Helyezés |
| -------------------- | -------------- | -------- | -------- | -------- | -------- | -------- | -------- | ------- | -------- |
| Hannes Kalteis       | 400 m gyors    | 4:03,66  | 8.       | 42.      |          |          |          | kiesett | kiesett  |
| Hannes Kalteis       | 1500 m gyors   | 15:32,90 | 7.       | 25.      |          |          |          | kiesett | kiesett  |
| Markus Rogan         | 100 m hát      | 57,35    | 2.       | 33.      | kiesett  | kiesett  | kiesett  | kiesett | kiesett  |
| Markus Rogan         | 200 m hát      | 2:02,84  | 4.       | 27.      | kiesett  | kiesett  | kiesett  | kiesett | kiesett  |
| Patrick Schmollinger | 100 m mell     | 1:02,87  | 3.       | 22.      | kiesett  | kiesett  | kiesett  | kiesett | kiesett  |
| Maxim Podoprigora    | 200 m mell     | 2:14,37  | 2.       | 4.       | 2:14,20  | 6.       | 11.      | kiesett | kiesett  |
| Michael Windisch     | 200 m pillangó | 2:01,20  | 6.       | 28.      | kiesett  | kiesett  | kiesett  | kiesett | kiesett  |
| Michael Windisch     | 200 m vegyes   | 2:05,15  | 3.       | 27.      | kiesett  | kiesett  | kiesett  | kiesett | kiesett  |
| Michael Windisch     | 400 m vegyes   | 4:24,62  | 8.       | 26.      |          |          |          | kiesett | kiesett  |

Női
| Versenyző      | Versenyszám    | Előfutam | Előfutam | Előfutam | Elődöntő | Elődöntő | Elődöntő | Döntő   | Döntő    |
| Versenyző      | Versenyszám    | Idő      | Hely.    | Össz.    | Idő      | Hely.    | Össz.    | Idő     | Helyezés |
| -------------- | -------------- | -------- | -------- | -------- | -------- | -------- | -------- | ------- | -------- |
| Judith Draxler | 50 m gyors     | 26,26    | 8.       | 31.      | kiesett  | kiesett  | kiesett  | kiesett | kiesett  |
| Judith Draxler | 100 m gyors    | 57,40    | 7.       | 27.      | kiesett  | kiesett  | kiesett  | kiesett | kiesett  |
| Elvira Fischer | 100 m mell     | 1:11,58  | 1.       | 24.      | kiesett  | kiesett  | kiesett  | kiesett | kiesett  |
| Elvira Fischer | 200 m mell     | 2:30,05  | 8.       | 19.      | kiesett  | kiesett  | kiesett  | kiesett | kiesett  |
| Petra Zahrl    | 200 m pillangó | 2:13,29  | 3.       | 23.      | kiesett  | kiesett  | kiesett  | kiesett | kiesett  |

## Vitorlázás
Férfi
| Versenyző        | Versenyszám     | Futam | Futam | Futam | Futam | Futam | Futam | Futam | Futam | Futam | Futam | Futam | Pontszám | Helyezés |
| Versenyző        | Versenyszám     | 1     | 2     | 3     | 4     | 5     | 6     | 7     | 8     | 9     | 10    | 11    | Pontszám | Helyezés |
| ---------------- | --------------- | ----- | ----- | ----- | ----- | ----- | ----- | ----- | ----- | ----- | ----- | ----- | -------- | -------- |
| Christoph Sieber | Szörfvitorlázás | 1     | 2     | 1     | (24)  | 1     | 10    | 7     | (23)  | 4     | 5     | 7     | 38,0     |          |

Női
| Versenyző    | Versenyszám | Futam | Futam | Futam | Futam | Futam | Futam | Futam | Futam | Futam | Futam | Futam | Pontszám | Helyezés |
| Versenyző    | Versenyszám | 1     | 2     | 3     | 4     | 5     | 6     | 7     | 8     | 9     | 10    | 11    | Pontszám | Helyezés |
| ------------ | ----------- | ----- | ----- | ----- | ----- | ----- | ----- | ----- | ----- | ----- | ----- | ----- | -------- | -------- |
| Denise Cesky | Europe      | 22    | 22    | 6     | 9     | 15    | 9     | 14    | 16    | (26)  | (24)  | 21    | 134,0    | 20.      |

Nyílt
| Versenyző                          | Versenyszám | Futam | Futam | Futam | Futam | Futam | Futam | Futam | Futam | Futam | Futam  | Futam  | Pontszám | Helyezés |
| Versenyző                          | Versenyszám | 1     | 2     | 3     | 4     | 5     | 6     | 7     | 8     | 9     | 10     | 11     | Pontszám | Helyezés |
| ---------------------------------- | ----------- | ----- | ----- | ----- | ----- | ----- | ----- | ----- | ----- | ----- | ------ | ------ | -------- | -------- |
| Andreas Geritzer                   | Laser       | 2     | 11    | (38)  | 9     | 11    | 7     | 15    | 15    | (44*) | 5      | 3      | 78,0     | 5.       |
| Roman Hagara Hans-Peter Steinacher | Tornádó     | 3     | 1     | 2     | 1     | 1     | 4     | 1     | 1     | 2     | (17**) | (17**) | 16,0     |          |

* - nem ért célba

** - nem indult

## Vívás
Férfi
| Versenyző                                    | Versenyszám       | Selejtező                     | 32-es főtábla               | Nyolcaddöntő                                                                           | Negyeddöntő                                                                     | Elődöntő          | Bronz- mérkőzés                                                                                            | Döntő             | Helyezés |
| Versenyző                                    | Versenyszám       | Ellenfél Eredmény             | Ellenfél Eredmény           | Ellenfél Eredmény                                                                      | Ellenfél Eredmény                                                               | Ellenfél Eredmény | Ellenfél Eredmény                                                                                          | Ellenfél Eredmény | Helyezés |
| -------------------------------------------- | ----------------- | ----------------------------- | --------------------------- | -------------------------------------------------------------------------------------- | ------------------------------------------------------------------------------- | ----------------- | --- | ----------------- | -------- |
| Joachim Wendt                                | Tőr, egyéni       | erőnyerő                      | Rolando Tucker (CUB) · 5-15 | kiesett                                                                                | kiesett                                                                         | kiesett           | kiesett | kiesett           | 20.      |
| Michael Ludwig                               | Tőr, egyéni       | erőnyerő                      | João Gomes (POR) · 12-15    | kiesett                                                                                | kiesett                                                                         | kiesett           | kiesett | kiesett           | 22.      |
| Oliver Kayser                                | Párbajtőr, egyéni | erőnyerő                      | Zhao Gang (CHN) · 12-15     | kiesett                                                                                | kiesett                                                                         | kiesett           | kiesett | kiesett           | 20.      |
| Christoph Marik                              | Párbajtőr, egyéni | erőnyerő                      | Éric Srecki (FRA) · 10-15   | kiesett                                                                                | kiesett                                                                         | kiesett           | kiesett | kiesett           | 26.      |
| Michael Switak                               | Párbajtőr, egyéni | Szergej Sabalin (KAZ) · 14-13 | Alfredo Rota (ITA) · 11-15  | kiesett                                                                                | kiesett                                                                         | kiesett           | kiesett | kiesett           | 27.      |
| Oliver Kayser Christoph Marik Michael Switak | Párbajtőr, csapat |                               |                             | Fehéroroszország (BLR) · Vital Zaharav · Andrej Muraska · Uladzimir Pcsenyikin · 44-45 | A 9–11. helyért · Kína (CHN) · Csao Kang · Wang Weixin · Zhao Chunsheng · 45-35 |                   | A 9. helyért · Észtország (EST) · Kaido Kaaberma · Andrus Kajak · Meelis Loit · Nikolai Novosjolov · 44-45 |                   | 10.      |

Női
| Versenyző          | Versenyszám       | Selejtező         | 32-es főtábla              | Nyolcaddöntő                        | Negyeddöntő       | Elődöntő          | Bronz- mérkőzés   | Döntő             | Helyezés |
| Versenyző          | Versenyszám       | Ellenfél Eredmény | Ellenfél Eredmény          | Ellenfél Eredmény                   | Ellenfél Eredmény | Ellenfél Eredmény | Ellenfél Eredmény | Ellenfél Eredmény | Helyezés |
| ------------------ | ----------------- | ----------------- | -------------------------- | ----------------------------------- | ----------------- | ----------------- | ----------------- | ----------------- | -------- |
| Andrea Rentmeister | Párbajtőr, egyéni | erőnyerő          | Evelyn Halls (AUS) · 15-14 | Laura Flessel-Colovic (FRA) · 12-15 | kiesett           | kiesett           | kiesett           | kiesett           | 13.      |